# Bentheim-Limburg
Bentheim-Alpen fou una efímera branca o línia dels comtes de Bentheim, formada a la mort d'Arnold III de Bentheim-Steinfurt, per divisió entre els seus fills, i que va tenir com únic sobirà al comte Conrad Gumbert (1606-1618); a la seva mort sense fills mascles la branca va retornar a Bentheim-Steinfurt on governava Arnold Jobst.